# Ipomoea langsdorffii
Ipomoea langsdorffii är en vindeväxtart som beskrevs av Jacques Denys Denis Choisy. Ipomoea langsdorffii ingår i släktet praktvindor, och familjen vindeväxter. Inga underarter finns listade i Catalogue of Life.